# Ostragehege
Het Ostragehege is een ijsbaan in Dresden in de Duitse deelstaat Saksen. De 333m openlucht-kunstijsbaan is geopend in 1973 en ligt op 113 meter boven zeeniveau. 

## Baanrecords
Update 23-02-2022
| Afstand  | Schaatsster       | Tijd    | Datum      |
| -------- | ----------------- | ------- | ---------- |
| 500 m    | Sylvia Vierkotten | 41,30   | 17-02-1982 |
| 1000 m   | Josephine Schlörb | 1.23,56 | 23-02-2022 |
| 1500 m   | Jennifer Bay      | 2.13,39 | 04-03-2009 |
| 3000 m   | Magdalena Mühle   | 4.45,39 | 30-10-2021 |
| 5000 m   | Berit Kaleja      | 8.39,71 | 01-03-1995 |
| 10.000 m |                   |         |            |

| Afstand  | Schaatser       | Tijd     | Datum      |
| -------- | --------------- | -------- | ---------- |
| 500 m    | Frank Steiner   | 37,50    | 21-02-2007 |
| 1000 m   | Marcel Spahn    | 1.16,50  | 08-12-2004 |
| 1500 m   | Frank Steiner   | 1.58,50  | 22-02-2006 |
| 3000 m   | Marek Hauptmann | 4.07,50  | 23-11-2005 |
| 5000 m   | Jens Boden      | 7.03,40  | 17-01-2007 |
| 10.000 m | Jens Boden      | 14.43,70 | 23-02-2000 |